# (37430) 2001 YN119
2001 YN119 (asteroide 37430) é um asteroide da cintura principal. Possui uma excentricidade de 0.22684280 e uma inclinação de 7.83643º.
Este asteroide foi descoberto no dia 19 de dezembro de 2001 por LINEAR em Socorro.